# 土佐国
土佐国（とさのくに）は、かつて日本の地方行政区分だった令制国の一つ。南海道に属する。高知県にあたる。

## 「土佐」の名称と由来
国名は、古くは『古事記』『日本書紀』では「土左」、『先代旧事本紀』では「都佐」と記されている。元々は「土左」で和銅6年（713年）の好字令で「土佐」に改められたといわれるが、和銅6年以後も「土左」と「土佐」が混用されている。平安時代中期に至り「土佐」が一般的な表記となったとされる。
「トサ」の語源には、俊聡・遠狭・（浦戸湾を指して）門狭などの諸説があるが明らかではない。

## 領域
明治維新直前の領域は、現在の高知県のほぼ全域（宿毛市沖の島町母島・沖の島町鵜来島を除く）に相当する。なお、宿毛市の例外区域も1876年（明治9年）に土佐国に編入された。

## 歴史
律令制において、都佐国造と波多国造の領域をあわせて建てられた。「土佐」（土左）の記述は『日本書紀』に見え、天武4年3月（675年）の条項に「土左大神以神刀一口、進于天皇」とある。また天武13年（684年）には「土左国田苑五十余万頃、没為海」、「土左国司言、大潮高騰、海水飄蕩、由是運調船多放失焉」と白鳳地震における地変や津波により調を運ぶ船が流失したことを国司が報告する記事があり、律令制が敷かれ国司が派遣されていたことを示すものである。
古くは流刑地の一つであった。『日本書紀』の天武5年9月（676年）の条項に「筑紫大宰三位屋垣王、有罪、流于土左」と見える。平安時代末期、源義朝の五男で頼朝の同母弟にあたる希義が流され、兄の挙兵の折に自らも立ったが、鎮圧されている。またこの他にも紀夏井や藤原師長、土御門天皇、尊良親王が流人として土佐の土を踏んでいる。鎌倉時代に入ると摂関家一条家が幡多郡に幡多荘を置き、戦国時代まで同家の支配が続くことになる。
室町時代には細川氏が守護を務め、後には室町幕府管領を輩出した京兆家の当主が守護を兼ねる国となった。だが、守護代の細川遠州家は在京したままで、さらに現地で実務を担う又守護代の大平氏すら在京して活動したため守護や守護代の戦国大名化の流れは起こらなかった。南北朝時代は、北朝方が津野氏・三宮氏・片岡氏・吉良氏・大黒氏・広井氏。南朝方は大高坂氏・入交氏・和食氏・有井氏などに在地武力勢力が分かれた。応仁の乱により荘園からの収入が途絶えがちになると、大平氏の助けで、関白・一条教房が土佐幡多荘（現在の四万十市中村）に下向し、土佐一条氏として地方に「在国」しながら、公家として高い官位を有しつつ、土佐国最南端部に位置する幡多郡及び高岡郡（高知県西部）を支配した「地域権力」化していくことになる。
戦国時代には一条氏の支配する西部を除く、中部から東部では土佐七雄（土佐七豪族とも）と謂われた本山氏や安芸氏、吉良氏、津野氏、長宗我部氏、香宗我部氏、大平氏などの勢力がいたが、早くから伸張し吉良氏などを併呑した本山氏を長宗我部元親が倒し、他の七雄や盟主・一条氏との戦いにも勝利して土佐を統一、やがて四国全土を支配する目前にまで至るも、豊臣秀吉の四国征伐によって土佐一国のみを安堵されるに終わった。
元親の四男盛親は関ヶ原の戦いで西軍に与したことから改易され、山内一豊の入部以降、江戸時代を通じて山内氏が土佐一国を支配した。主に在地武士は郷士として遇されたものの、旧来の山内家臣で構成される上士階級との対立が長く続き、この構造は明治維新までしこりを残した。幕末期には、四賢侯の一人と賞された藩主山内容堂をはじめ、土佐勤王党で知られる武市半平太や坂本龍馬、中岡慎太郎、望月亀弥太、岡田以蔵、板垣退助等の志士を輩出している。

### 近世以降の沿革
- 「旧高旧領取調帳」の記載によると、明治初年時点では国内の全域が土佐高知藩領であった（348村・494,087石余）。蔵米1万3000石を土佐高知新田藩に分知していたが、国内に封地は定めず。
  - 安芸郡（47村・51,420石余）、香美郡（30村・68,762石余）、長岡郡（38村・71,422石余）、土佐郡（23村・49,921石余）、吾川郡（40村・42,242石余）、高岡郡（61村・107,098石余）、幡多郡（109村・103,218石余）
- 明治3年8月25日（1870年9月20日） - 高知新田藩が高知藩に編入。
- 明治4年7月14日（1871年8月29日） - 廃藩置県により高知県の管轄となる。
- 明治9年（1876年）2月25日 - 高知県が管轄する伊予国宇和郡母島浦・久保浦・小矢野浦・鵜来島（現在の鵜来島および沖の島・姫島の各一部）の所属が土佐国幡多郡に変更。

## 国内の施設

### 国府

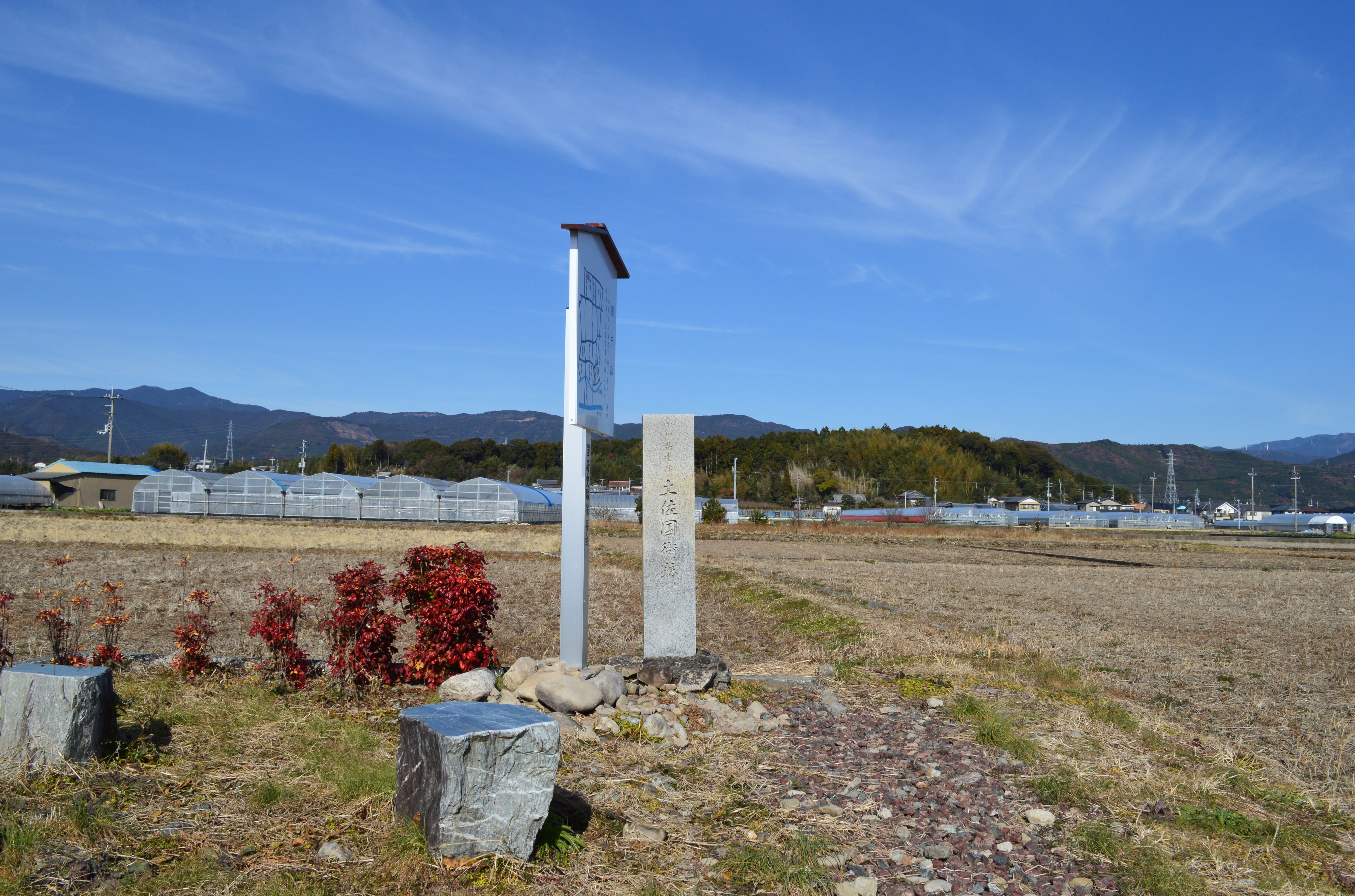
土佐国衙跡碑
（高知県南国市）

国府は長岡郡にあった。南国市比江で国衙関連施設の遺構が発掘され、「土佐国衙跡」として高知県指定史跡に指定されている（北緯33度35分59.58秒 東経133度38分55.27秒 / 北緯33.5998833度 東経133.6486861度）。国司を勤めた紀貫之により、在任期間の事柄が『土佐日記』に記されている。
遺構については、1977年（昭和52年）から1990年（平成2年）の間に計25次の発掘調査が行われ、国衙関連と見られる柱穴や硯などの遺物は見つかったが、国府中心部の様相や全体的な官衙配置を確定するには至っていない。南国市比江には「内裏」「国庁」「府中」などの字が残り、付近にあったことは間違いないとされる。周辺では、土佐国分寺や比江廃寺が営まれたことも知られる。なお国衙跡碑の北西方には伝紀貫之邸跡があるが、これは同地に残る小字「内裏」から国司館跡と推定したもので、紀貫之が居住したという確証はないが天明5年（1785年）の「紀子旧跡碑」などが建てられている。

### 国分寺・国分尼寺

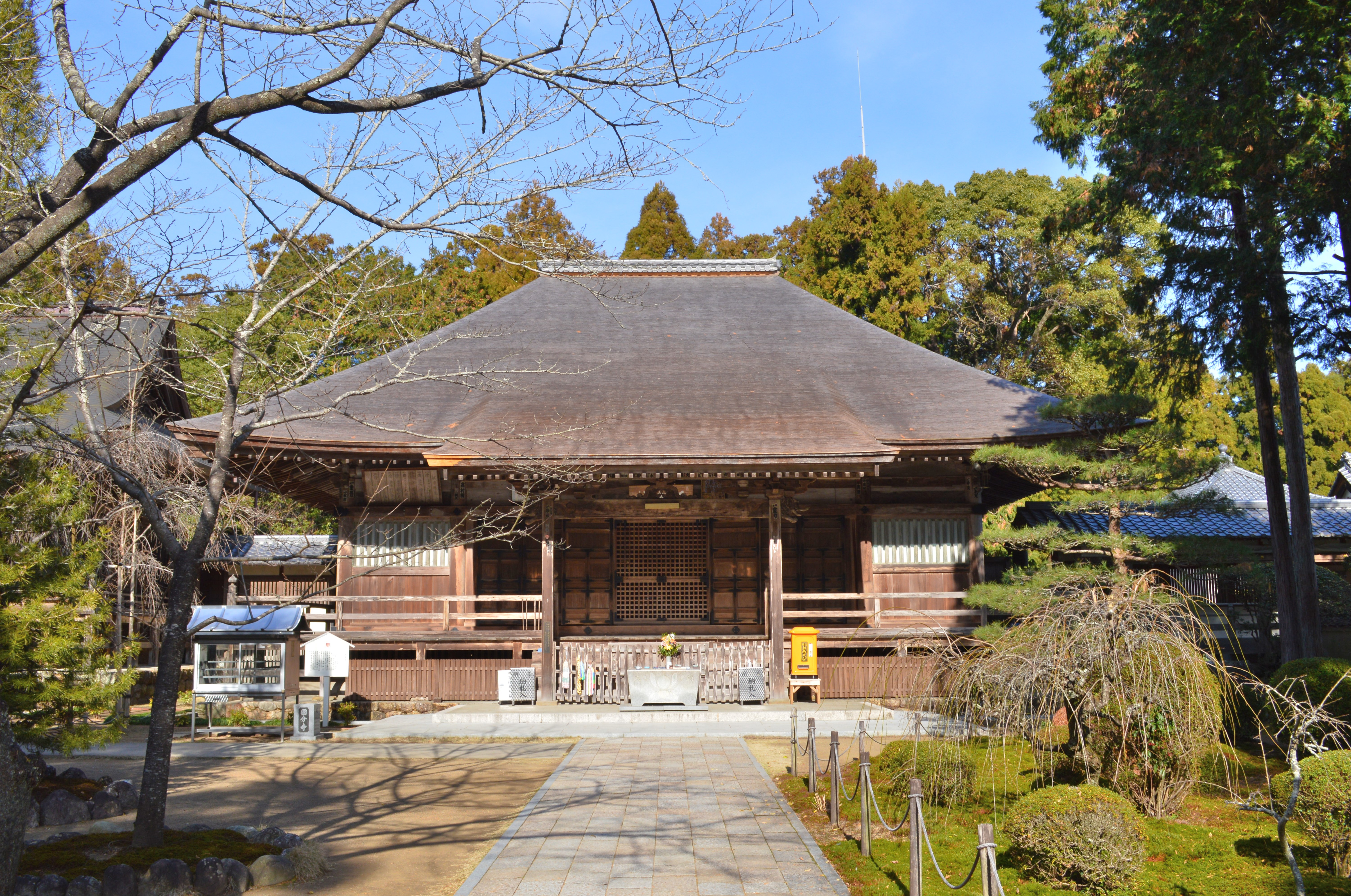
土佐国分寺（高知県南国市）

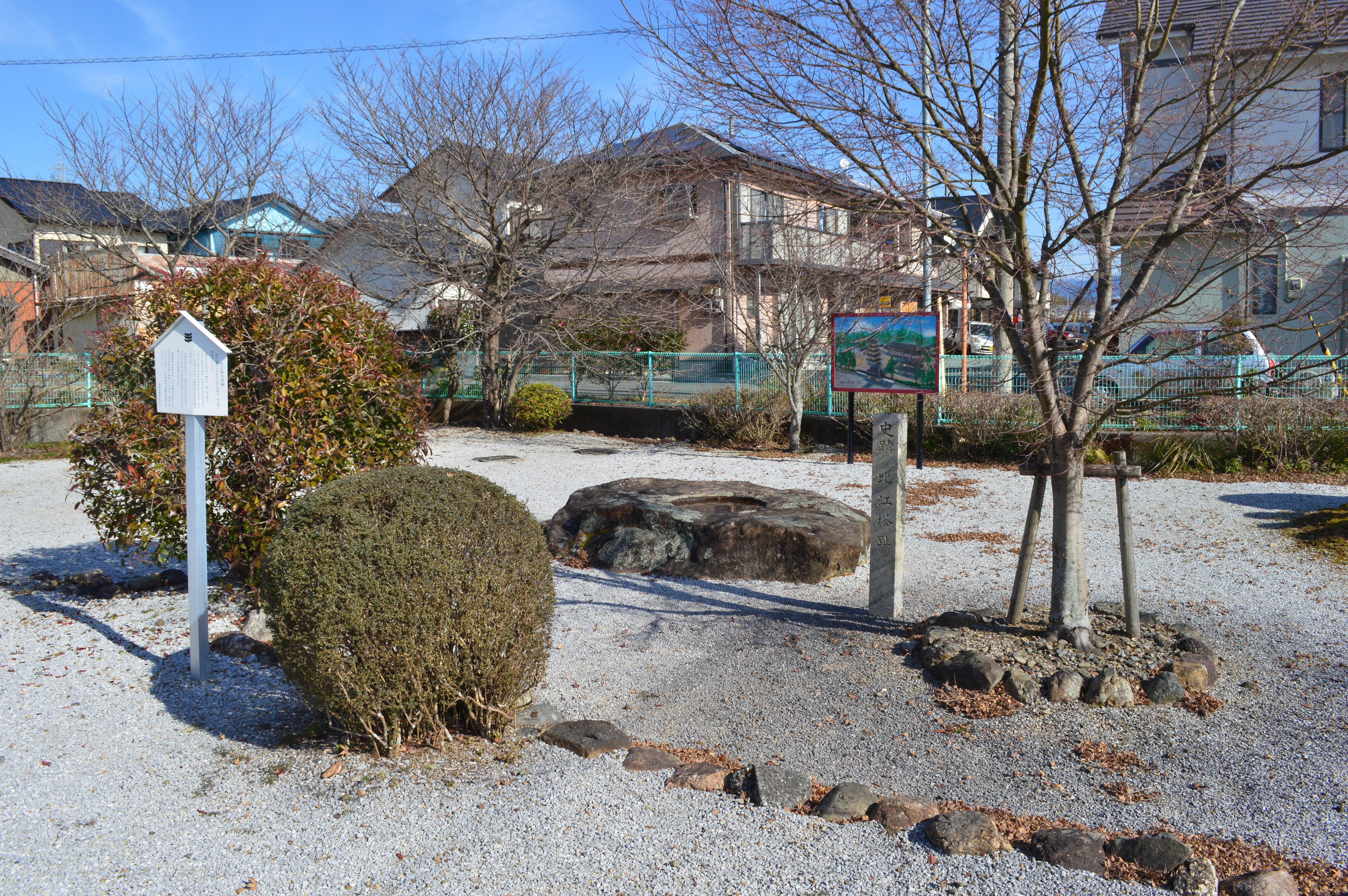
比江廃寺跡 塔心礎
（高知県南国市）

- 土佐国分寺跡 （南国市国分、北緯33度35分55.64秒 東経133度38分25.51秒 / 北緯33.5987889度 東経133.6404194度）
国の史跡。創建時は東大寺式伽藍配置であったと推定されており、推定規模は一辺約150メートル。国分寺の下層からは郡司などの豪族館などの古い施設が発掘されている。平安時代後半に金堂などが焼失し、その後は衰退した。現在の跡地上には、四国八十八箇所第29番霊場である摩尼山宝蔵院国分寺（土佐国分寺）が位置し、法燈を伝承する。
- 土佐国分尼寺跡
未詳。南国市比江の比江廃寺跡（国の史跡、北緯33度36分12.15秒 東経133度39分2.17秒 / 北緯33.6033750度 東経133.6506028度）を、国分尼寺に転用された寺院と推測する説がある[9]。

### 神社

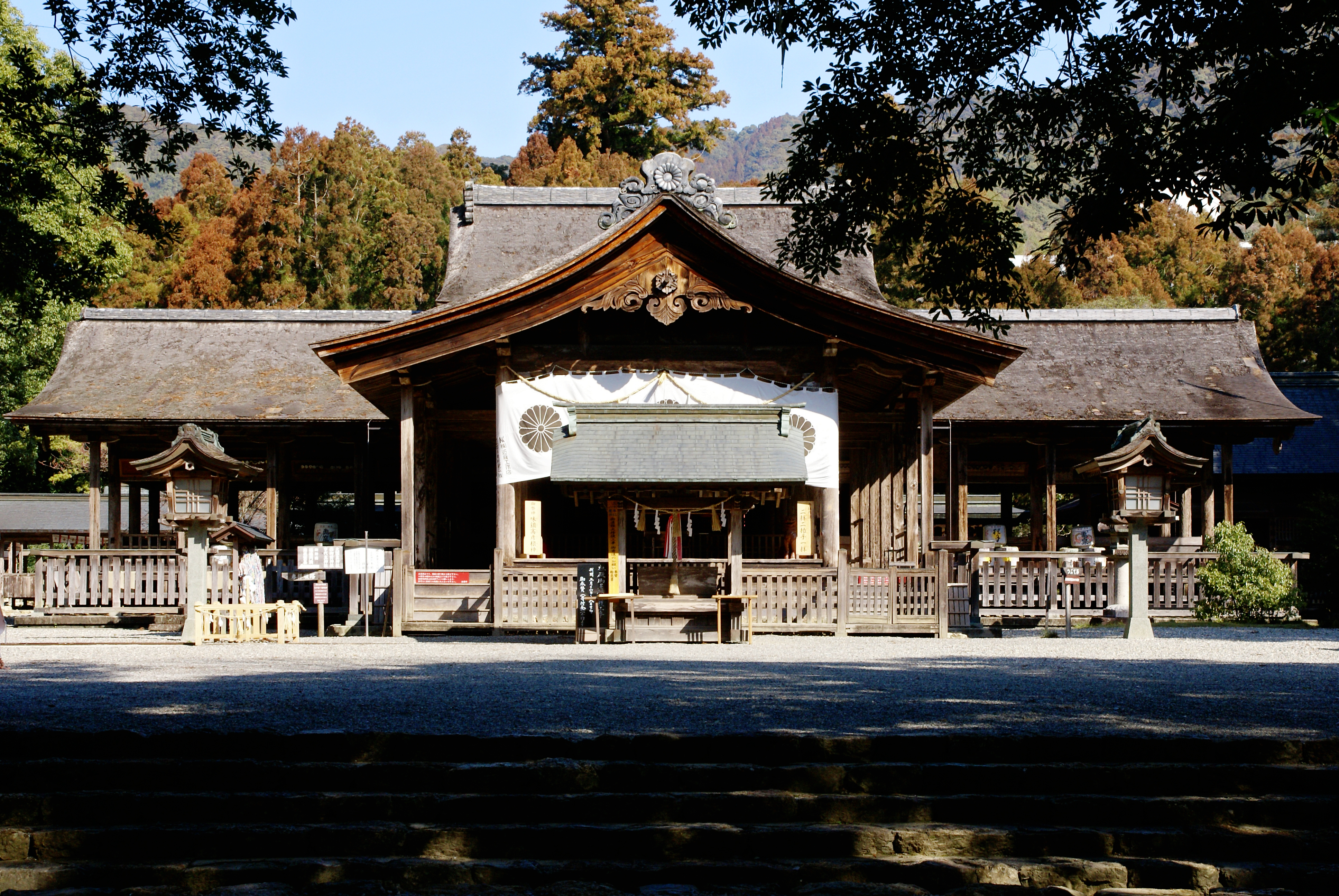
土佐神社（高知県高知市）

延喜式内社
『延喜式』神名帳には、大社1座1社・小社20座20社の計21座21社が記載されている（「土佐国の式内社一覧」参照）。大社1社は以下に示すものであるが、名神大社ではない。
- 土佐郡 都佐坐神社 - 式内大社。
  - 比定社：土佐神社（高知市一宮）

総社・一宮以下
中世諸国一宮制研究会編『中世諸国一宮制の基礎的研究』に基づく一宮以下の一覧。
- 総社：総社（南国市国分、北緯33度35分54.34秒 東経133度38分22.79秒 / 北緯33.5984278度 東経133.6396639度） - 元々は国府の隣に所在したが、寛文9年（1669年）に国分寺境内の現在地に移ったという。
- 一宮：土佐神社（高知市一宮、北緯33度35分33.44秒 東経133度34分37.25秒 / 北緯33.5926222度 東経133.5770139度）
- 二宮：小村神社（高岡郡日高村、北緯33度32分35.67秒 東経133度23分34.79秒 / 北緯33.5432417度 東経133.3929972度）

なお、朝倉神社（高知市朝倉、北緯33度33分12.35秒 東経133度28分54.16秒 / 北緯33.5534306度 東経133.4817111度）が二宮とされた時期もあった。三宮以下はなし。

### 安国寺利生塔
- 利生塔 - 最御崎寺（室戸市室戸岬町）。安国寺も最御崎寺であったとする説がある。

## 地域

### 郡
- 安藝郡
- 香美郡
- 長岡郡
- 土佐郡
1889年（明治22年）4月1日、高知に市制を施行する。土佐郡から離れて高知市となる。
- 吾川郡
- 高岡郡
承和8年8月23日（841年9月11日）、吾川郡8郷のうち4郷を分けて郡を置く。
- 幡多郡

### 江戸時代の藩
- 土佐藩（高知藩）、山内家（20.26万石）
- 中村藩（土佐藩支藩、2万石→3万石）
- 土佐新田藩（土佐藩支藩、1.3万石）

## 人物

### 国司

#### 土佐守
- 大伴古慈斐：天平勝宝8歳（756年）任官（左遷）
- 紀船守：780年頃
- 坂上浄野：天長2年（825年）頃任官（権守、左遷）
- 文室笠科：承和6年（839年）任官
- 清原遠賀：承和10年（843年）任官
- 御輔真男：承和10年（843年）任官
- 路永名：承和12年（845年）任官
- 小野千株：承和12年（845年）任官
- 藤原真岑：嘉祥2年（849年）任官
- 小野千株：嘉祥3年（850年）任官（再任）
- 橘時枝：仁寿2年（852年）任官
- 橘高宗：斉衡2年（855年）任官
- 紀貫之：延長8年（930年）- 承平5年（935年）
- 島田公鑑：承平5年（935年）任官
- 橘則光：寛弘3年（1006年）任官。清少納言の夫
- 源長季：平安時代後期
- 藤原定実：1100年頃（権守）
- 藤原信頼：久安4年（1148年）任官
- 藤原隆季：久寿2年（1155年）任官
- 源国基：鎌倉時代初期

#### 土佐介
- 藤原末茂：藤原魚名の子、藤原房前の孫。

### 守護

#### 鎌倉幕府
- 1185年～1186年 - 梶原朝景
- 1192年～1200年 - 佐々木経高
- 1201年～1203年 - 豊島朝経
- 1203年～1239年 - 三浦義村
- 1239年～1247年 - 三浦氏
- 1323年～1333年 - 北条氏

#### 室町幕府
- 1337年 - 細川顕氏
- 1339年～1340年 - 細川氏
- 1350年～？ - 高定信
- 1352年 - 細川顕氏
- 1352年～1359年 - 細川繁氏
- 1362年～1379年 - 細川頼之
- 1363年 - 吉川経秋
- 1385年～1392年 - 細川頼之
- 1392年～1397年 - 細川頼元
- 1397年～1400年 - 細川満元
- 1400年～1402年 - 細川頼長・細川基之
- 1403年～1426年 - 細川満元
- 1426年～1429年 - 細川持元
- 1429年～1442年 - 細川持之
- 1442年～1473年 - 細川勝元
- 1473年～1507年 - 細川政元
- 1507年 - 細川澄之
- 1507年～1508年 - 細川澄元
- 1508年～？ - 細川高国

### 国人
安藝郡
- 安芸氏 - 東部の有力大名で一条氏と結んで伸張したが、長宗我部氏との抗争に敗れた。
- 和食氏 - 金岡城主。南朝方だった南北朝時代から戦国時代にかけて和食 (芸西村)一帯を支配した。柳瀬氏と組んで安芸氏に対抗するも、敗北し滅亡。天文年間には安芸氏に取って代わられた[10][11]。
- 有井氏 - 有井城主[12]。南北時代の大高坂城下の戦いで北朝方が勝利すると、安芸氏に取って代わられた[13][14]。
- 北川氏 - 北川城主。建久年間から北川村一帯を支配。一条氏庇護の下、奈半利まで勢力を広げるが、安芸氏に協力したため、長曾我部元親に敗れて城主は討死。一族はその後、馬路村魚梁瀬の庄屋となる[15][16]。
- 惟宗氏 - 野根城主。天正3年に長宗我部方の桑名氏の奇襲を受け、阿波へ逃れて滅亡[17]。
- 畑山氏 - 畑山城主。安芸氏庶流。正応元年に安芸康信が畑山へ分知されて自称。安芸氏滅亡の際は、嫡男だった千寿丸を阿波国板野郡へ避難させ、断絶した安芸氏へ嫡男を出している。その後は長宗我部氏に仕えた[18]。
- 安岡氏 - 吉良川城主。平忠正の子である平忠重が大和国宇智郡安岡荘へ逃れ、外祖父の安岡氏に育てられ改姓。永寿元年に吉良川へ下向。安芸氏に属し、天正2年に安岡重義が長宗我部氏に降る。奈半利の乗台寺城主・安岡出雲守重盛は同族[19]。

香美郡
- 香宗我部氏 - 清和源氏。一条忠頼家臣の中原秋家が宗我・深淵郷の地頭となり、忠頼の暗殺後にその子・秋通を養子としたのに始まる。安芸氏との抗争で劣勢に陥り、長宗我部氏から養子を迎え入れて吸収された。関ヶ原合戦後、佐倉藩の堀田氏に仕えた[20]。
- 山田氏 - 山田郷。中原姓。一条忠頼家臣の中原秋家の後裔。土佐七雄に数えられることもある有力豪族だったが、天文18年頃に長宗我部国親に滅ぼされた[21]。
- 有光氏 - 韮生郷。藤原姓。一条氏の下向に従い、土地を与えられ土着。山田氏に従うも、後に長宗我部氏に属する。大川上美良布神社の神官を務め、一族没落後に神職を回復[22]。
- 五百蔵氏 - 五百蔵城主。桓武平氏とされた安芸郡吉良川城主・安岡氏の庶流。山田氏に仕え、後に長宗我部氏に属する[23]。
- 宗円氏 - 大忍荘夜須川宗円地村が発祥。大化元年（654年）に孝徳天皇の命で夜須にある荒神神社の神官となる。戦国時代に宗円城を拠点としたが、文明年間に安芸氏に降ったが、安芸氏滅亡後は長宗我部氏に仕えた[24]。
- 別役氏 - 鎌倉時代初期に土佐へ入国。長宗我部氏に仕えるも、滅亡後は帰農した。全国にある別役姓の4分の3を高知県が占める[25]。

長岡郡
- 本山氏 - 本山郷。本姓は八木氏で紀貫之の土佐日記にも其の名が見える。長岡郡北部を基盤とし、細川政権崩壊後にいち早く南下して土佐中央部に進出したが長宗我部氏との抗争に敗れた。
- 長宗我部氏 - 宗我部郷。秦氏。兼序の代に明応の政変で覇権を握った細川政元の下で権勢を振るったが、永正の錯乱により政元が死ぬと滅ぼされた。しかし、子国親の代に復興し、孫元親の代で戦国大名化して四国を統一した。
- 豊永氏 - 豊永（粟井）城主。清和源氏。小笠原氏族。阿波国境豊永郷に割拠した。阿波三好・大西らと同族だが、出身は熊本県玉名郡豊永とも肥前松浦とも云う。当初は阿波国の国人衆に与した。本山氏、ついで長宗我部氏に服属したが、土豪の中では珍しく土佐藩でも上士として同郷を治め続けた[26][27]。
- 広井氏 - 広井城主[28]。長宗我部兼光の弟・俊幸が、長岡郡廿枝郷南地に居を構え自称。広井俊幸の代に広井城築城。永禄年間に広井甚内俊将によって佐岡城へ移る[29]。
- 入交氏 - 嵯峨源氏族。鎌倉時代に渡辺党13代渡辺源次兵衛が片山荘蓋村入交へ下向し自称。後に15代源六兵衛尉が香美郡田村荘王子へ移り、戦国時代に長宗我部氏の配下となる[30][31]。
- 天竺氏 - 大津城主。出自に諸説あり。文明10年に津野氏に滅ぼされた[32]。
- 十市細川氏 - 栗山城（十市城）主。土佐細川氏庶流。明応年間に移り住んだ細川重隆が自称。天文18年に細川国隆が長宗我部国親へ降り、嫡男の細川定輔が重臣となり、幡多郡の鶴ヶ城（吉奈城）に移る。定輔の死後、嫡男の三男・頼重が関ヶ原合戦に出陣[33][34][35]。
- 横山氏 - 介良花熊城主。横山党の末裔。天文年間に横山友隆が長宗我部氏に降り、安芸攻めで武功を立てた[36]。
- 吉田氏 - 吉田城主。藤原北家の山内首藤氏一族の俊宗が、弟の俊氏と共に足利尊氏から相模国山内吉田を拝領し、吉田姓を自称。その後、領知替えで土佐国の吉田に移る。戦国時代に吉田孝頼が長宗我部邦親の娘を娶って土佐郡井口城主に、弟の吉田重俊が夜須城主となり、重臣として活躍。長宗我部氏改易後、一族は離散し、出国して生駒正俊や藤堂高虎、堀田正盛に仕えた者や、土佐に留まって山内氏に仕え、幕末に吉田東洋を輩出するなどした[37]。

土佐郡
- 大高坂氏 - 大高坂城主[38]。南北朝時代に北朝方との戦いで城が落ちた後も本山氏に属するが、後に長宗我部氏に降伏[39]。
- 大黒氏 - 杓田城主[40]。長宗我部満幸の子・兼光の弟である範宗が、土佐郡の杓田と串田を領した後に自称。本山氏に従うが、後に長宗我部氏に降る[41]。長宗我部氏が津野氏と対立すると、長宗我部氏に協力した[42]。
- 泰泉寺氏 - 本山氏に従属するも、弘治二年（1556年）に秦泉寺豊後守が長宗我部国親に敗れたの機に長宗我部氏に従属。子孫は高知市や南国市、安芸市、土佐町に9割方集中している[43]。

吾川郡
- 吉良氏 - 源頼朝の同母弟希義の後裔という。弘岡城主。土佐南学の祖南村梅軒は宣経に仕え学を講じている。吉良氏は名族故に断絶後、本山氏・長宗我部氏が相次いでその名跡を継いだ。長宗我部氏の家督争いによって滅亡[44]。
- 片岡氏 - 法巌城主。出自や来国に諸説あり。戦国時代には高岡北部を制して片岡城を拠点に、七雄に匹敵する領地を持ったが、早くから長宗我部氏に協力した。江戸時代には土佐藩家老の深尾家に仕えた[45]。
- 勝賀瀬氏 - 天文年間に勝賀瀬重信が勝賀瀬一帯を領知とし、孫の喜左衛門は庄屋となるが、後に庄屋を退き郷士となった[46]。

高岡郡
- 大平氏 - 本姓近藤氏。蓮池城主。細川氏の実質的な土佐守護代として働き京でも活動、一条氏の下向にも協力した。永正の錯乱後も一定の役割を果たしたが、その一条氏に滅ぼされた。讃岐に同氏族有り。
- 津野氏 - 津野荘の地頭。姫野々城主。天文十五年(1546年)戦国大名化した一条氏に降伏。
- 佐竹氏 - 久礼城主。常陸佐竹氏と同族で、鎌倉時代頃に下向し、新補地頭として領知を得たとみられる。南北朝期に津野氏の家宰だった佐竹義通が築城し、以降5代に亘って居城とする。戦国時代は一条氏に属し、4代目・義直の時期に長宗我部氏に降り、弟で上ノ加江城主・義秀の嫡男である佐竹親直は、長宗我部元親の娘を娶って親族となった。5代目・親辰が長宗我部氏改易後に和泉国堺へ出国し、再興を果たせず滅亡[47][48][49]。
- 三宮氏 - 土岐城城主。日下に古くから拠点を構え、南北朝時代に三宮頼国が葛掛城主として北朝方に属した。戦国時代に大平氏へ降り、その後一条氏に降伏、元亀二年（1571年）には長宗我部氏に降った[50][51]。
- 窪川氏 - 窪川城主。山内姓。室町時代に相模国鎌倉から移住。築城を機に改姓し、津野氏、一条氏を経て、最後は長宗我部氏に仕えたが、文禄の役で嫡流が全て討死し、断絶した[52]。
- 南部氏 - 米ノ川城主。陸奥南部氏と同族。応安3年に南部高忠が米ノ川に移り築城。大野見氏に属するが、応永26年に大野見城を落として以降は、与した津野氏に属する。その後は長宗我部氏に属し、最後は山内氏に仕えたが、2代目南部太郎左衛門が長宗我部盛親を慕い出国し、大坂の陣で討死[53][54]。
- 波川氏 - 波川城主。蘇我姓。戦国時代に波川へ移り住み、長宗我部氏に降り、波川清宗が長宗我部国親の娘を娶って重臣となる。一条氏没落後に山路城主となるが、失政で蟄居。謀反企てにより清宗は自刃させられた[55]。

幡多郡
- 一条氏 - 名門公家であるが、応仁の乱後の混乱を避け、荘園からの収入を確保するために、大平氏協力のもと幡多荘に下向。国人の官職昇進の便宜を図るなどして在地の武士を掌握。幡多荘を回復させると国司となり、幡多郡と高岡郡を支配する[56]。中村に小京都を造り、戦国大名化していく。
- 伊与木氏 - 伊与木城主。藤原姓。一条氏の要請で京都から下向[57]。築城を機に改姓。7代に亘り一条氏に仕え、後に長宗我部氏に仕えた[58]。
- 伊与田氏 - 伊与田城主。藤原姓。淡路守を称し、一条氏に仕えるが、長宗我部氏の意を受けた小島氏に滅ぼされた[59][60]。
- 加久見氏 - 加久見城主。藤原姓。鎌倉時代より幡多荘荘官として一帯を支配。一条氏の下向にも協力。政略結婚を奨めて重臣となるが、後に長宗我部氏に降る[61][62]。

### 戦国大名
- 長宗我部氏
- 本山氏

### 地域権力
- 土佐一条氏

### 織豊大名
- 長宗我部氏

### 武家官位としての土佐守

#### 江戸期以前
- 塚原卜伝：戦国時代の剣豪、兵法家
- 長宗我部元親：土佐の戦国大名
- 長宗我部盛親：元親の4男。豊臣政権の大名
- 小川祐忠：豊臣政権の大名

#### 江戸時代
- 土佐藩山内家
  - 山内一豊：初代藩主
  - 山内忠義：第2代藩主
  - 山内豊昌：第4代藩主
  - 山内豊房：第5代藩主
  - 山内豊隆：第6代藩主
  - 山内豊常：第7代藩主
  - 山内豊敷：第8代藩主
  - 山内豊雍：第9代藩主
  - 山内豊策：第10代藩主
  - 山内豊興：第11代藩主
  - 山内豊資：第12代藩主
  - 山内豊熈：第13代藩主
  - 山内豊惇：第14代藩主
  - 山内豊信（容堂）：第15代藩主
  - 山内豊範：第16代藩主
- 上総勝浦藩植村家
  - 植村泰忠：安土桃山時代の武将、旗本。忠朝の祖父
  - 植村泰朝：旗本。忠朝の父
  - 植村忠朝：上総勝浦藩初代藩主
  - 植村正朝：第2代藩主
  - 植村恒朝：第3代藩主
- 丹波福知山藩朽木家
  - 朽木稙治：第4代藩主
  - 朽木玄綱：第5代藩主
  - 朽木倫綱：第9代藩主
  - 朽木綱方：第10代藩主
- 陸奥弘前藩津軽家
  - 津軽信義：第3代藩主
  - 津軽信寿：第5代藩主
  - 津軽信明：第8代藩主
  - 津軽承昭：第12代藩主
- 播磨小野藩一柳家
  - 一柳直次：第2代藩主
  - 一柳末礼：第3代藩主
  - 一柳末昆：第4代藩主
  - 一柳末英：第6代藩主
  - 一柳末昭：第7代藩主
  - 一柳末延：第9代藩主
  - 一柳末彦：第10代藩主
- その他
  - 小笠原貞信：下総関宿藩第2代藩主、美濃高須藩主、越前勝山藩初代藩主
  - 戸川正安：備中庭瀬藩第2代藩主
  - 戸川安宣：庭瀬藩第3代藩主
  - 戸田尊次：三河田原藩主
  - 鳥居成次：甲斐谷村藩初代藩主
  - 松平明矩（松平義知）：陸奥白河藩、播磨姫路藩初代藩主
  - 松平直良：越前木本藩、越前勝山藩、越前大野藩初代藩主
  - 三宅康勝：三河挙母藩第2代藩主、三河田原藩初代藩主
  - 三宅康直：田原藩第11代藩主

## 土佐国の合戦
- 1560年：長浜の戦い。長宗我部氏（長宗我部国親、長宗我部元親） x 本山氏（本山茂辰）
- 1569年：八流の戦い。長宗我部元親 x 安芸氏（安芸国虎）
- 1575年：四万十川の戦い。長宗我部元親 x 土佐一条氏（一条兼定）
- 1585年：秀吉の四国攻め（土佐国内での合戦は無し）。羽柴秀吉（羽柴秀長、宇喜多秀家、小早川隆景など） x 長宗我部元親